# Comuna Zazirkî, Kroleveț
Zazirkî (în ucraineană Зазірки) este o comună în raionul Kroleveț, regiunea Sumî, Ucraina, formată din satele Kalașînivka, Novoselîțea și Zazirkî (reședința).

## Demografie
Componența lingvistică a comunei Zazirkî
     Ucraineană (98,64%)
     Rusă (1,36%)
Conform recensământului din 2001, majoritatea populației comunei Zazirkî era vorbitoare de ucraineană (98,64%), existând în minoritate și vorbitori de rusă (1,36%).